# Boa Vista (concelho de Cabo Verde)
| Boa Vista Concelho da Boa Vista       |                                  |
| \| \| \| \| (Bandeira) \| (Brasão) \| |                                  |
| Localização da Boa Vista              |                                  |
| Gentílico                             | boa-vistense                     |
| Ilha                                  | Boa Vista                        |
| Sede                                  | Vila de Sal Rei                  |
| Freguesias                            | Santa Isabel e São João Baptista |
| Área                                  | 620 km²                          |
| População                             | 9162                             |
| Dia do Município                      | 4 de julho                       |
| Cód. CGN-CV                           | 51                               |
| Cód. ISO                              | CV-BV                            |
| Bandeira da Boa Vista                 | Brasão da Boa Vista              |
| (Bandeira)                            | (Brasão)                         |

O Concelho da Boa Vista é um concelho/município de Cabo Verde. É o único concelho da ilha do mesmo nome. A sede do concelho é a vila de Sal Rei.
O Dia do Município é 4 de julho. 

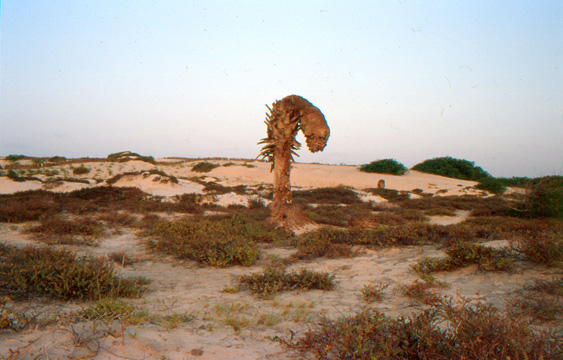

Desde 2008, o município da Boa Vista é governado pelo Movimento para a Democracia. 

## Freguesias
O concelho da Boa Vista é constituído por duas freguesias: Santa Isabel e São João Baptista.

## Demografia
| População de Boa Vista (concelho de Cabo Verde) (1940–2010) | População de Boa Vista (concelho de Cabo Verde) (1940–2010) | População de Boa Vista (concelho de Cabo Verde) (1940–2010) | População de Boa Vista (concelho de Cabo Verde) (1940–2010) | População de Boa Vista (concelho de Cabo Verde) (1940–2010) | População de Boa Vista (concelho de Cabo Verde) (1940–2010) | População de Boa Vista (concelho de Cabo Verde) (1940–2010) | População de Boa Vista (concelho de Cabo Verde) (1940–2010) |
| ----------------------------------------------------------- | ----------------------------------------------------------- | ----------------------------------------------------------- | ----------------------------------------------------------- | ----------------------------------------------------------- | ----------------------------------------------------------- | ----------------------------------------------------------- | ----------------------------------------------------------- |
| 1940                                                        | 1950                                                        | 1960                                                        | 1970                                                        | 1980                                                        | 1990                                                        | 2000                                                        | 2010                                                        |
| 2779                                                        | 2985                                                        | 3263                                                        | 3569                                                        | 3372                                                        | 3452                                                        | 4209                                                        | 9162                                                        |